# 布里斯·约维亚尔
布里斯·约维亚尔（Brice Jovial，1984年1月25日—），是一名瓜德鲁普裔法国足球运动员，司职前锋，他曾代表瓜德鲁普足球代表队出战。

## 俱乐部生涯
2013年7月4日，第戎宣布约维亚尔租借到中国足球甲级联赛球队成都天诚谢菲联4个月。2014年2月11日，成都天诚足球俱乐部宣布上赛季队内的头号射手外援布里斯·约维亚尔正式转会成都天诚，他将在未来两个赛季继续为球队效力。

## 国家队生涯
约维亚尔曾入选瓜德鲁普足球代表队参加2011年美洲金盃。他在杯赛小组赛第一轮即他的国家队首秀射进两球，但瓜德鲁普最终2比3不敌巴拿马。